# Max van Dam
Max van Dam (Winterswijk, 19 maart 1910 – Sobibór, ca. 20 september 1943) was een Nederlands Joodse kunstenaar.
Van Dam groeide op in een socialistisch milieu: zijn vader Aron van Dam was middenstander, directeur van de coöperatie De Dageraad, en had een zetel voor de SDAP in de gemeenteraad. Hij volgde in Amsterdam de opleiding Acte van Bekwaamheid voor LO in 1931 bij het Rijksinstituut tot Opleiding van Teekenleeraren. Daarna studeerde hij van 1933 tot 1937 op de Academie voor Schoone Kunsten in Antwerpen bij Isidoor Opsomer. Hij had met name interesse in figuurschilderen en legde zich ook later met name toe op het schilderen van portretten. Hij werd lid van de kunstenaarsverenigingen Pulchri Studio, Arti et Amicitiae en De Onafhankelijken. In 1933, 1934, 1935, 1936 en 1937 werd hem de Koninklijke Subsidie voor de Schilderkunst toegekend. In 1936 reisde hij naar Milaan en Venetië. In 1937 fietste hij naar Parijs om exposities te bekijken en reed door naar het kunstenaarsdorp Collioure waar hij veel schilderde. November 1937 kon hij bij Jaap Hemelrijk in Bergen verder schilderen. In april 1938 keerde hij terug naar Amsterdam en ging wonen in de Atelierwoning Zomerdijkstraat 18-1. Hij won de zilveren medaille van de Prix de Rome, toen zowel de gouden als de bronzen medaille niet uitgereikt werd, met het schilderij Hagar en Ismaël.
In het najaar van 1942 probeerde Van Dam via Frankrijk naar Zwitserland te vluchten, maar werd kort voor de grens na verraad aangehouden in Pontarlier en op transport gesteld naar het Kamp Drancy, waar hij doorging met schilderen en ook nog een aantal gravures gemaakt heeft. Op 25 maart 1943 werd hij gedeporteerd naar het vernietigingskamp Sobibór. Hij ontkwam aan onmiddellijke vergassing doordat hij geselecteerd werd om te werken in het kamp. Daar heeft hij landschappen voor de SS-kantine en portretten van SS'ers Gustav Wagner en Karl Frenzel moeten maken. Van Dam was een van de twee Nederlanders uit een groep van zeventig gevangenen die niet onmiddellijk doodgeschoten werden nadat hun plan om te ontsnappen was verraden. Onder de uitroep 'Maler, komm 'raus' werd hij uit de rij gehaald, omdat hij het portret van Frenzel nog niet voltooid had. Nadat hij de laatste hand gelegd had aan het portret werd hij alsnog om het leven gebracht op 33-jarige leeftijd.

## Exposities
- 27 april- 17 mei 1935 Tentoonstelling Kunsthandel Santee Landweer, Keizersgracht 463, Amsterdam.[7]
- 2 maart 1937 tentoonstelling van zijn werk in Sociëteit De Eendracht te Winterswijk.[8]
- eind studiejaar/begin zomer 1937 'Hoger Instituut voor Schone Kunsten' Antwerpen.[9]
- 26 maart-15 april 1938, Aquarellen Max van Dam. Kunsthandel Santee Landweer, Keizersgracht 463, Amsterdam.[10]
- 18 november 1939-29 februari 1940 Onze kunst van heden. Rijksmuseum Amsterdam
- 1941 De onafhankelijken voorjaarstentoonstelling (5 april-5 mei 1941) Stedelijk Museum Amsterdam. 18 p.[11]
- 1945 Kunst in het harnas. Gedachtenis-tentoonstelling ter ere van gevallen en vervolgde kunstenaars Stedelijk Museum Amsterdam, [1 juli - 12 augustus 1945][12]
- 1945, Kunst in vrijheid, 1945, Tentoonstelling van werken van Nederlandse Beeldende Kunstenaars die de Kultuurkamer hebben afgewezen. Rijksmuseum Amsterdam. [22 september-22 oktober 1945].[13]
- 1966,  ‘Max van Dam, 1910 – 1943’  (30 april 1966 - 31 mei 1966), Goois Museum, Hilversum.[14]
- 1986-1987, [ca. 5 december 1986 tot 5 januari 1987] Museum Freriks Winterswijk.[15][16]
- 1992-1993, Oog voor het portret. Vier eeuwen Nederlands-Joodse portretten. (18 december 1992 - 4 april 1993), Joods Museum (Nederland).[17]
- 1995, Rebel, mijn hart, kunstenaars 1940-1945, (7 mei tot 18 juli 1995) Nieuwe Kerk te Amsterdam.[18]
- 1 juni - 16 september 2018 Max van Dam 'Maler, komm 'raus' , Winterswijk, Museumfabriek, De Wereld van Wenters
- 3 juni 2018 De Vele Gezichten van Max van Dam, Synagoge te Winterswijk.[19]
- 1 juni - 16 september 2018 Nationaal Onderduikmuseum Aalten.[20]
- 1 juni - 2 september 2018 Synagoge (Aalten).
- 14 oktober 2018 t/m 19 maart 2019 in Wlodawa – bij Sobibor – in Polen.[21][22]
- 10 mei t/m 30 juni 2019. Max is weer thuis. De Wereld van Wenters, Winterswijk.[23]
- 25 mei t/m 29 november 2020. Vermoorde Kunst. Werk van vermoorde Joodse kunstenaars. Nunspeet, Noord-Veluws Museum.[24]
- 21 september 2023 t/m 27 januari 2024. Vastberaden en veelbelovend – Max van Dam, 1910-1943. Elburg, Museum Sjoel Elburg.[25]

## Trivia
- Op 19 maart 2019 ging de film In 't spoor van Max in première in de bioscoop en servicetheater Skopein te Winterswijk. De regie had Ferry den Boer, producent was Lex Schellevis en hoofdrolspelers waren Maria Frolova en Beer Swildens.[26][27]
- Op 6 juli 2016 werd het voormalige gebouw van De Dageraad met het gebrandschilderde glas-in-loodraam van Max van Dam tot gemeentelijk monument van Winterswijk verklaard.[28]
- Op 18 juli 1963 werd door de Gemeente Winterswijk de naam gegeven aan de Max van Damstraat.